# Акшатський сільський округ
Акша́тський сільський округ (каз. Ақшат ауылдық округі, рос. Акшатский сельский округ) — адміністративна одиниця у складі Чингірлауського району Західноказахстанської області Казахстану. Адміністративний центр — село Акшат.
Населення — 1313 осіб (2021; 1867 у 2009, 2657 у 1999, 3150 у 1989).
Станом на 1989 рік існувала Лубенська сільська рада (села Єнбек, Лубенка, Отрадне, Слуколь, Юбілейне). 2011 року були ліквідовано села Отрадне та Юбілейне. До 2018 року сільський округ називався Лубенським.

## Склад
До складу округу входять такі населені пункти:
| Населений пункт | Старі назви | Населення, осіб (1989) | Населення, осіб (1999) | Населення, осіб (2009) | Населення, осіб (2021) |
| --------------- | ----------- | ---------------------- | ---------------------- | ---------------------- | ---------------------- |
| Акшат, село     | Лубенка     | 2478                   | 2244                   | 1820                   | 1313                   |
| Єнбек, село     | -           | 98                     | -                      | -                      | -                      |
| Отрадне, село   | -           | 200                    | 165                    | 0                      | -                      |
| Сулукуль, село  | Слуколь     | 215                    | 179                    | 41                     | 0                      |
| Юбілейне, село  | Шушкала     | 159                    | 69                     | 6                      | -                      |